# 热爱105°C的你
《热爱105°C的你》是一首由中国大陆女歌手阿肆创作并演唱的歌曲，起初作为屈臣氏蒸馏水的广告曲，而后于2021年因在抖音被广泛翻唱而开始爆红，并获选为人民日报2021年度十大BGM 。